# Roger Rönnberg
Bill Roger ”Röde Roger” Rönnberg, född 27 juli 1971 i Luleå, är en svensk ishockeytränare. Mellan 2013 och 2025 var han huvudtränare för Frölunda HC, varefter han tagit över schweiziska HC Fribourg-Gottéron. 

## Karriär
Rönnbergs första säsong som tränare i Elitserien var 2007/2008, då han tränade Luleå HF tillsammans med Roger Kyrö. Det tränarjobbet pågick fram tills säsongen 2009/2010.
Säsongen 2010/2011 var Roger Rönnberg huvudtränare för Sveriges herrjuniorlandslag i ishockey. Under säsongen 2011/2012 ledde Rönnberg Sverige till guld i JVM efter vinst mot Ryssland i finalen med 1-0 efter förlängning. Det var Sveriges första JVM-guld på 31 år. Inför säsongen 2013-2014 blev han huvudtränare för Frölunda HC. 
Säsongen 2015/2016 och 2018/2019 ledde han Frölunda till SM-guld.
Han har också lett Frölunda till fyra CHL-guld.

## Meriter

### Som tränare
Frölunda HC
- Champions Hockey League (1): 2015/2016
- Champions Hockey League (1): 2016/2017
- Champions Hockey League (1): 2018/2019
- Champions Hockey League (1): 2019/2020
- Svenska Hockeyligan (1): 2015/2016
- Svenska Hockeyligan (1): 2018/2019

 Sveriges herrjuniorlandslag
- Juniorvärldsmästerskapet i ishockey 2012